# Народна антијапанска армија
Народна антијапанска армија (фил. Hukbong Bayan Laban sa Hapon, познатија по акрониму Hukbalahap), филипински комунистички покрет отпора, активан током јапанске окупације Филипина (1941-1945).

## Историја
Комунистичка партија Филипина (образована 1939) позвала је још на самом почетку јапанске агресије, децембра 1941, националне снаге да се уједине за борбу против Јапанаца. Већ 24. јануара 1942. јапанске окупационе власти ухапсиле су председника КП и његовог заменика и касније их ликвидирале. Фебруара 1942. од чланова КП, радничких и сељачких организација, припадника независних цркава, кинеских демократских организација формиран је Национални јединствени антијапански фронт и проглашена беспоштедна борба против окупатора. Први оружани напад извршила је 14. марта 1942. чета од 130 партизана у рејону Маниле. Национални фронт објединио је 29. марта 1942. све постојеће партизанске чете у Народну антијапанску армију (фил. Hukbalahap). За председника Војног комитета изабран је комуниста Луис Тарук (енгл. Luis Taruc), а представници сељака Алехандрино Касто (јап. Casto Alejandrino) и Матео дел Кастиљо (енгл. Mateo del Castillo) за његовог заменика и политичког комесара. Крајем лета 1942. Народна антијапанска армија имала је у свом саставу 35 чета. Водила је борбе против мањих јапанских одреда и квислиншке жандармерије у провинцијама централног дела острва Лузон. У зонама дејства Националне антијапанске армије формирани су месни народни одбори одбране, чија је дужност била да снабдевају партизанске снаге и ѕбрињавају рањенике. Великим поседницима, који су сарађивали са Јапанцима, одузимана је земља и давана сељацима, а осталима је прописивана висина закупнине за земљу дату у најам.
Јапанске казнене експедиције, које су спаљивале читава села заједно са становништвом, нису могле сломоити отпор Филипинаца. Народна антијапанска армија била је нарочито активна августа 1943. и септембра 1944. Кад су се у јануару 1945. Американци искрцали на Лузону, у редовима Народне антијапанске армије било је око 70.000 бораца (само 20.000 било је наоружано, а остали су били у резерви). Снаге филипинског покрета отпора садејствовале су Американцима у борбама за ослобођење Филипина. У току Филипинске операције Народна антијапанска армија имала је око 1.200 оружаних сукоба са окупаторима и њиховим помагачима: њени борци убили су око 25.000 јапанских војника и око 5.000 квислиншких жандарма.